# Pamela Eells O’Connell
Pamela Eells O’Connell (* 28. Mai 1958 in Layton, Utah) ist eine US-amerikanische Fernsehproduzentin, -regisseurin und Drehbuchautorin.
Sie war nominiert für zwei Emmy Awards für die beste Kindersendung. Sie produzierte unter anderem die Kinder- und Jugendserien Jessie, Camp Kikiwaka und Zack & Cody an Bord, die sie auch selbst mitentwickelte und teilweise schrieb. In den 1990er Jahren war sie als Autorin und vor allem Produzentin vieler Folgen der Serien Verrückt nach dir, Eine schrecklich nette Familie und Die Nanny tätig.